# عاصفة الصمت (لعبة)
العاصفة الصامتة (بالروسية: Операция) هي لعبة أدوار تكتيكية لنظام Microsoft Windows، طورها المطور الروسي «نيبال التفاعلية» ونُشرت في عام 2003. .تقع أحداث اللعبة في «الحرب العالمية الثانية في أوروبا». ويتكون اللعبة من فريق يصل إلى ستة من جنود النخبة.
محرك اللعبة متقدم كما تم إصدار نسخة ذهبية تحتوي على اللعبة الأصلية ونشرت في أوروبا في وقت لاحق من نفس العام.